# Karl-Heinz Lambertz
Karl-Heinz Lambertz, né le 4 juin 1952 à Amblève, est un homme politique belge, président du Parlement de la Communauté germanophone de Belgique de 2014 à 2016 et depuis 2019.
Il est licencié en droit à l'Université catholique de Louvain avec une formation supplémentaire en droit allemand à l'Université de Heidelberg. 
Pendant 15 ans, Lambertz était le Ministre-président de la Communauté germanophone de Belgique de 1999 jusqu'en 2014. Du 12 juillet 2017 au 12 février 2020, il a présidé le Comité européen des régions. 
De juin 2019 à janvier 2023, il a également repris la présidence du Parlement de la Communauté germanophone.

## Biographie
Né le 4 juin 1952 à Schoppen, Karl-Heinz Lambertz démarre tôt une carrière politique. De 1975 à 1980 il fut le Président du Conseil de la Jeunesse d'expression allemande. Après plusieurs fonctions liées à son fond académique en droit, Lambertz est devenu membre du Parlement de la Communauté germanophone de Belgique en 1981. 
Entre 1990 et 1999, Karl-Heinz Lambertz occupait divers postes ministériels au sein du Gouvernement de la Communauté Germanophone. Par la suite, il fut élu Ministre-Président de ce gouvernement en 1999, un mandat qu'il garda jusqu'en 2014. De 2016 à 2019, Lambertz était sénateur de la Communauté germanophone de Belgique au Sénat belge . Ayant déjà occupé le poste de Président du Parlement de la Communauté germanophone de Belgique de 2014 à 2016, il a repris cette fonction le 17 juin 2019. 
Lambertz est membre du Comité européen des régions depuis 2001 et y fut le Président du Groupe PES de 2011 jusqu'en 2015. Du 12 juillet 2017 au 12 février 2020, il a présidé le Comité européen des régions (CDR) après avoir été son Premier Vice-Président pour deux ans et demi de 2015 à 2017.  
Depuis 2000, il est membre du Congrès des pouvoirs locaux et régionaux du Conseil de l'Europe. Actuellement, Karl-Heinz Lambertz est le Vice-Président du Congrès.
Le 17 juillet 2008, à la suite de la démission refusée d'Yves Leterme, le roi Albert II nomme Karl-Heinz Lambertz comme émissaire royal – ainsi que Raymond Langendries et François-Xavier de Donnea – pour, selon le communiqué du Palais royal, « examiner de quelle manière des garanties peuvent être offertes pour entamer d'une manière crédible un dialogue institutionnel ».

## Carrière professionnelle
- 1976–1980 : Assistant à la Faculté de Droit de l'Université catholique de Louvain
- 1980–1981 : Conseiller auprès du cabinet du ministre pour les Réformes institutionnelles et Directeur-adjoint de la SA Aerotech
- 1981–1990 : Conseiller de la Société régionale d'investissement de Wallonie (SRIW)
- 1988-2010 :  Maître de conférence invité à la Faculté de Droit, UCL (terminologie juridique allemande)

## Parcours politique
- 1975–1980 : Président du Conseil de la jeunesse d'expression allemande (RDj)
- 1975–1981 : Membre de la Commission pour la traduction officielle en allemand des lois et décrets
- 1981–1990 : Chef du groupe socialiste au Conseil de la Communauté germanophone
- Depuis 1981 : Membre du Parlement de la Communauté germanophone de Belgique
- 1984–1990 : Président du Parti Socialiste de la Communauté germanophone de Belgique
- Depuis 1986 : Membre du bureau du Parti socialiste (PS)
- 1990-1995 : Ministre des médias, de la formation des adultes, de la politique des handicapés, de l’aide sociale et de la reconversion professionnelle
- 1995-1999 : Ministre de la jeunesse, de la formation, des médias et des affaires sociales
- 1999-2004 : Ministre-Président, Ministre de l’emploi, de la politique des handicapés, des médias et des sports
- Depuis 2000 : Membre du Congrès des pouvoirs locaux et régionaux du Conseil de l'Europe
- Depuis 2001 : Membre du Comité des Régions (CdR), Commission de la Culture, de l’Éducation et de la Recherche (EDUC) et Commission de la Politique économique et sociale (ECOS)
- 2004-2009 : Ministre-Président, Ministre des Pouvoirs locaux
- 2006-2010 : Rapporteur général du Congrès des pouvoirs locaux et régionaux auprès du Conseil de l’Europe sur la coopération transfrontalière
- 2007-2010 : Président du Groupe de travail sur la Coopération interrégionale auprès du Congrès des pouvoirs locaux et régionaux du Conseil de l'Europe (GT/CIR)
- 2008-2010 : Président Plénier de la Commission de la culture et de l’éducation auprès du Congrès des pouvoirs locaux et régionaux du Conseil de l'Europe
- 2009-2014 : Ministre-Président, Ministre des Pouvoirs locaux
- Depuis 2009 : Membre du Bureau du Comité Européen des Régions
- 2010-2012 : Président de la délégation belge au Congrès des pouvoirs locaux et régionaux du Conseil de l'Europe
- 2010-2014 : Président Plénier de la Commission de la Gouvernance au Congrès des pouvoirs locaux et régionaux du Conseil de l'Europe
- 2010-2017 : Président de l’Association des régions frontalières européennes (ARFE)
- 2011-2015 : Président du Groupe PES au Comité Européen des Régions
- Depuis 2012 : Rapporteur thématique pour les relations inter-constitutionnelles au Congrès des pouvoirs locaux et régionaux du Conseil de l'Europe
- 2013-2014 : Président de l’Euregio Meuse-Rhin (EMR)
- 2014-2016 : Président du Parlement de la Communauté germanophone de Belgique
- 2014-2016 : Président du groupe socialiste du Congrès des pouvoirs locaux et régionaux du Conseil de l'Europe
- 2015-2017 : Premier Vice-Président du Comité Européen des Régions
- 2016-2019 : Sénateur de la Communauté germanophone de Belgique
- Depuis 2016 : Vice-Président du Congrès des pouvoirs locaux et régionaux du Conseil de l'Europe
- 2017-2020 : Président du Comité européen des Régions
- 2019-2023 : Président du Parlement de la Communauté germanophone de Belgique.

## Distinctions
- 2012 : citoyen d'honneur de Liège[6]
- 2013 : lauréat du Prix Empereur Maximilien, prix européen pour la politique régionale et locale décerné par le Land de Tyrol et la Ville d'Innsbruck.